# Drujeliubivka, Bârzula
Drujeliubivka (în ucraineană Дружелюбівка) este un sat în comuna Ananiev din raionul Bârzula, regiunea Odesa, Ucraina.

## Demografie
Componența lingvistică a localității Drujeliubivka
     Ucraineană (100%)
Conform recensământului din 2001, toată populația localității Drujeliubivka era vorbitoare de ucraineană (100%).